# Marco Torlonia
Marco Torlonia (2 de julho de 1937 – 5 de dezembro de 2014) foi um nobre italiano e sexto Príncipe de Civitella-Cesi. Era filho de Alessandro Torlonia, 5.º Príncipe de Civitella-Cesi e sua esposa, a infanta Beatriz da Espanha, filha do rei Afonso XIII da Espanha. Ele era, portanto, primo em primeiro grau do rei Juan Carlos  da Espanha. Ele também era tio da princesa Sibilla de Luxemburgo, filha de sua irmã mais nova, Olimpia.

## Casamentos e descendência
Em 16 de setembro de 1960 Marco Torlonia casou-se pela primeira vez com Orsetta Caracciolo. Eles tiveram um filho:
- Giovanni Torlonia (1962) 7.º Príncipe de Civitella-Cesi

Ele casou-se em segundas núpcias a 9 de novembro de 1968 com Philippa Catherine McDonald, tendo os dois se divorciado em 1975. Eles tiveram uma filha:
- Vittoria Colonna (1971)

Pela terceira vez, Marco Torlonia casou-se em 11 de novembro de 1985 com Blažena Anna Helena Svitáková, com quem já tinha uma filha:
- Caterina Colonna (1974)